# Viliam Figuš-Bystrý
Viliam Figuš-Bystrý, pokřtěn jako Viliam Daniel Figusch, pseudonym: Ján Bystrý, (* 28. února 1875 Banská Bystrica – 11. května 1937 Banská Bystrica) byl slovenský hudební skladatel, pedagog, klavírista, sbormistr a dirigent.

## Život
Studoval na gymnáziu v Banské Bystrici a na učitelském ústavu v Banské Štiavnici. Už v době studia na učitelském ústavu vystupoval na veřejných koncertech, hrál na varhany a řídil studentský pěvecký sbor. Komponoval salonní hudbu, upravoval maďarské lidové písně a kurucké balady pro sóla, sbor a klavír. Po absolvování školy učil na školách v Pilisi (dnes v Maďarsku), v Ostré Lúce, ve Zvolenské Slatině a v Padině (dnes součást obce Kovačica v Srbsku kterou založili slovenští kolonisté). Od roku 1907 byl učitelem v Banské Bystrici. Ve všech svých působištích se intenzivně zabýval hudbou a sbíral lidové písně. Už v roce 1904 vydal 1. svazek Slovenských ľudových písní s klavírným sprievodom, který ocenil i Mikuláš Schneider-Trnavský. Vedle toho studoval na Hudební akademii v Budapešti, kterou ukončil státní zkouškou v roce 1914.
Od roku 1921 působil jako profesor hudby na učitelském ústavu v Banské Bystrici a na hudební škole ve Zvolenu. V Banské Bystrici byl organizátorem hudebního života města. Působil jako varhaník, sbormistr Evangelického spolku, dirigent, doprovázeč i jako hudební kritik a publicista. Byl zakládajícím členem a od roku 1925 předsedou Spolku slovenských umělcov.
V roce 1998 byl o životě a díle Viliama Figuše-Bystrého natočen dokumentární film. V Banské Bystrici se každoročně koná Festival zborového spevu Viliama Figuša–Bystrého.

## Dílo
V jeho díle mají převahu menší skladby, zejména písně a sbory. Jeho jediná opera Detvan měla premiéru ve Slovenském národním divadle v Bratislavě 1. dubna 1928 za řízení Oskara Nedbala.

### Opera
- Detvan (libreto podle A. Sládkoviče, 1924)

### Písně
- Dalok, op.6, 6 písní na texty maďarských autorů (1901- 1910)
- Sny, op.8, 13 písní (I.-IV.zošit) na texty slovenských básníků (1903 – 1933)
- Po poliach a lúkach, op. 53, 10 písní na texty slovenských básníků (1920)
- Náboženské piesne, op. 62, 10 písní pro zpěv a varhany (1922-1935)
- Túžby, op. 76, 6 slovenských písní na slova Hájomila (1926)
- Drei Lieder, op. 81 Tri piesne na text Willyho Weilla pre spev a klavír (1928)
- Mati moja!, op. 85, 6 písní na slová P. Országha-Hviezdoslava a Fedora Ruppeldta (1929, 1932)
- Jesenné piesne, op. 95, 10 písní na texty A. Klasa, I. Kraska a V. Roya (1932-1934)
- Vlastenecké piesne, op. 100, (1934-1935)
- Vojenské pochodové piesne, op. 106, (1936)
- Žiale a radosti, op. 99, 7 na texty V. Roya (1934-1937)
- Svrčok a svätojánska muška, op. 9 pro 2 ženské hlasy s klavírním doprovodem na slova Andreje Sládkoviče (1903)
- Slniečko zapadlo, op. 82 dvojzpěv pro tenor a soprán s klavírem na text Petra Bely-Horala (1929)
- Herbst, op. 92, Jeseň. Píseň pro sólový hlas a klavír na slova Hansa Tronnera (1932)

### Úpravy lidových písní
- Slovenské ľudové piesne z Veľkej Slatiny. 125 písní v pěti sešitech (1895-1903)
- 1000 slovenských ľudových písní (1923-1927)
- Ľudové balady, op. 101 (1934)
- Púchovské piesne, op. 102 (1934)
- Zbojnícke piesne, op. 98 (1934-1935)

### Sbory
- Vallásos karok, op. 47, smíšené sbory (1903-1918)
- Náboženské zbory, op. 10, smíšené sbory (1903-1936)
- Miešané zbory, op. 60, smíšené sbory (1922)
- Mužské zbory, op. 49 (1914-1926)
- 10 chorálov, op. 84, smíšené sbory (1932-1933)

### Další díla
- Pieseň pokoja, lásky a mieru, op. 29 na text P. O. Hviezdoslava pro sólo, sbor a klavír (1906)
- Az egri leány, op. 30 na text J. Aranya pro sóla, sbor a klavír (1907)
- Rákocziné, op. 31 na text J. Aranya pro sóla, sbor a klavír (1910)
- Slovenská pieseň, kantáta pro sóla, sbor a klavír na slova P. O. Hviezdoslava (1913), instrumentace (1917)
- Sonáta e mol, op. 97 pro housle a klavír (1934)
- Z mojej mladosti, op. 56, suita pro velký orchestr (1934)
- Sonáta v dórskej stupnici, op. 103 pro klavír (1935)
- Sláčikové trio G dur, op. 58 (1921-1936)
- Sláčikové trio e mol, op. 108 (1937)
- Hudobné miniatúry, op.89, 12 skladeb pro klavír
- Lístky do pamätníka, 6 skladeb pro klavír
- Pestré lístky, op. 54, 10 skladeb pro klavír
- Poľné kvietky, op. 96, 65 skladeb pro klavír
- 6 skladieb pro organ, op. 107 (1936-1937)